# The Dictators
The Dictators sono un gruppo proto-punk statunitense originario di New York che ha cambiato nome in Manitoba NYC.
Due membri di questa band fecero strada con note heavy metal band degli anni 80. Ross Friedman (meglio conosciuto come "Ross the Boss") fu poi il cofondatore insieme a Joey DeMaio dei Manowar. Dal 1988 ritornò nel suo gruppo originale. Il bassista Mark Mendoza invece entrerà a far parte dei Twisted Sister dal 1978.
Il cantante, Richard Manitoba è stato il cantante degli MC5.

## Storia
Il nucleo originario della prima formazione della band era composto dal cantautore/bassista Andy "Adny" Shernoff, dai chitarristi Ross "The Boss" Friedman (alias Ross Funicello) e Scott "Top Ten" Kempner, e dal batterista Stu Boy King. Fu con questa line-up (insieme al roadie e occasionale cantante Handsome Dick Manitoba) che il gruppo nel 1975 incise il proprio album di debutto, The Dictators Go Girl Crazy! su etichetta Epic Records, con produzione di Sandy Pearlman e Murray Krugman (meglio conosciuti per il lavoro svolto con i Blue Öyster Cult). L'album riscosse scarso successo e vendette pochissime copie all'epoca, ma ad oggi è considerato come il punto di partenza del punk rock statunitense.
Frustrati dalle vendite scarse, i membri del gruppo si divisero per qualche mese alla fine del 1975, ma la band si ricostituì nei primi mesi del 1976, con il bassista Mark "The Animal" Mendoza al posto di Shernoff e Ritchie Teeter al posto di King. Dopo pochi mesi, Shernoff fu persuaso a rientrare nella band come tastierista. Questa formazione si assicurò un contratto discografico con la Asylum Records (in parte anche grazie alla pubblicizzata rissa tra Manitoba e Wayne County) e pubblicò il secondo album, Manifest Destiny (1977). Il disco fu prodotto da Pearlman e Krugman e contiene brani composti da Shernoff.
Nel 1978 Mendoza uscì dal gruppo (e si unì ai Twisted Sister), e Shernoff si spostò nuovamente al basso. La formazione Manitoba, Shernoff, Friedman, Kempner, e Teeter incise l'album Bloodbrothers (prodotto ancora da Pearlman e Krugman). Questo fu il primo album dei Dictators ad avere Manitoba come voce solista in ogni traccia, sebbene Bruce Springsteen - grande fan della band - possa essere sentito sul disco effettuare il conteggio "1-2-1-2-3-4" durante la traccia d'apertura Faster and Louder. Baby, Let's Twist fu un successo minore sulla east-coast, ma la mancanza di riscontro su larga scala causò lo scioglimento della band. Poco tempo prima, il batterista Mel Anderson (ex Twisted Sister) si era unito ai Dictators, in sostituzione di Teeter. Dopo lo scioglimento, Manitoba andò a fare il tassista, mentre Shernoff lavorò come produttore discografico, e Friedman collaborò prima con i francesi Shakin' Street, per poi diventare uno dei membri fondatori dei Manowar nel 1982, e produrre il primo nastro demo degli Anthrax.
I membri della band si riunirono occasionalmente nel 1981, la ROIR pubblicò l'audiocassetta Fuck 'Em If They Can't Take a Joke prodotta da Andy Shernoff, contenente brani dal vivo tratti da tutti e tre i precedenti album dei Dictators, la cover dei Velvet Underground What Goes On e Moon Upstairs dei Mott the Hoople, più due nuove composizioni di Shernoff: Loyola e New York New York.
Oltre a pochi altri sporadici concerti, si parlò molto poco dei Dictators nei successivi cinque anni. Tuttavia, alla fine del 1986, Shernoff e Manitoba (insieme al chitarrista Daniel Rey) formarono i Wild Kingdom, pubblicando nel 1988 una reinterpretazione di New York New York nell'album della colonna sonora del film Mondo New York.
Nel 1990, la MCA Records pubblicò l'album di debutto dei Wild Kingdom, ...And You? scritto e prodotto da Andy Shernoff, sebbene a nome "Manitoba's Wild Kingdom" per evitare problemi legali dall'omonimo programma televisivo Wild Kingdom. All'epoca Rey era uscito dal gruppo ed era stato rimpiazzato da Friedman.  ...And You? - della durata di appena 25 minuti - riscosse ottime critiche, e la rivista Rolling Stone lo definì "il primo grande disco punk rock degli anni novanta".
La copertina di ...And You? fu causa di alcune controversie, in quanto impostata su un manifesto della seconda guerra mondiale circa il reclutamento nelle truppe naziste. Non era la prima volta che uno dei membri della band (la maggior parte dei quali, ironicamente, erano ebrei) veniva associato con simpatie filo-naziste, in quanto anche Go Girl Crazy includeva i brani Master Race Rock e Back to Africa, entrambi tacciati di razzismo.
Shernoff incise ed andò in tour con i The Fleshtones nel 1989 e 1990, scrisse e registrò con i The Ramones, diventando un produttore discografico di successo e lavorando anche come sommelier.
Nel 1999 Manitoba aprì un bar nell'East Village a Manhattan, il Manitoba's.
Kempner lavorò con i The Del-Lords e nel 1992 pubblicò l'album solista Tenement Angels e si unì ai The Brandos nel 1993.
Sul finire degli anni novanta, il gruppo, con il batterista Frank Funaro in formazione, e poi ancora con Patterson, iniziò la registrazione di un nuovo album dei Dictators scritto e prodotto da Andy Shernoff, che alla fine uscì nel 2001 con il titolo D.F.F.D..
Negli anni duemila, i Dictators continuarono ad esibirsi dal vivo e nel 2005 pubblicarono l'album dal vivo Viva Dictators, prodotto da Shernoff. Nel 2007, fu pubblicato su etichetta Norton Records l'album raccolta Every Day Is Saturday contenente demo, rarità, e brani inediti incisi in un trentennio di carriera. Il titolo è tratto da una strofa della canzone Weekend inclusa in The Dictators Go Girl Crazy.
Nel 2003 Shernoff formò i The Master Plan che pubblicarono l'album Colossus Of Destiny su etichetta Alive-Total Energy Records, e nel 2011 Maximum Respect per la Green Mist Records.
Manitoba cantò con i membri sopravvissuti degli MC5, e lavorò come DJ sulla Sirius XM Satellite Radio di Little Steven.
Nell'ottobre 2006, la band (Manitoba, Shernoff, Friedman, Patterson, Kempner) si esibì nello show di chiusura dello storico locale CBGB's di New York, e per l'ultimo brano in scaletta i Dictators furono raggiunti sul palco da Tommy Ramone, ultimo membro superstite della formazione originaria dei Ramones, per una versione di Blitzkrieg Bop dei Ramones.
Nel novembre 2007, Manitoba, insieme alla scrittrice Amy Wallace, pubblicò il libro The Official Punk Rock Book of Lists.

## Discografia
- 1975 - The Dictators Go Girl Crazy!
- 1977 - Manifest Destiny
- 1978 - Bloodbrothers
- 1981 - Fuck 'Em If They Can't Take a Joke
- 1998 - The Dictators Live, New York, New York
- 2001 - D.F.F.D.
- 2005 - VIVA Dictators
- 2007 - Every Day Is Saturday
- 2014 - Faster... Louder - The Dictators' Best 1975-2001

### Partecipazioni
- 2002 - The Song Ramones the Same